# Barilius huahinensis
Barilius huahinensis är en fiskart som beskrevs av Fowler, 1934. Barilius huahinensis ingår i släktet Barilius och familjen karpfiskar. Inga underarter finns listade.